# Ancylomenes luteomaculatus
Ancylomenes luteomaculatus is een garnalensoort uit de familie van de Palaemonidae. De wetenschappelijke naam van de soort is voor het eerst geldig gepubliceerd in 2010 door Okuno & Bruce.